# Eucereon ecuadoris
Eucereon ecuadoris là một loài bướm đêm thuộc phân họ Arctiinae, họ Erebidae.